# FK Senica
FK Senica (Futbalový klub Senica) – słowacki klub piłkarski z siedzibą w Senicy, założony w 1921 roku.

## Historia
Klub został założony jako Železná únia Senica w 1921 roku, w 1934 zmienił nazwę na FC Senica. Przed II wojną światową drużyna grała w niższych ligach, od 1937 roku posiadając własny stadion. Po wybuchu walk działalność piłkarska w mieście została zawieszona na dwa lata. 
W 1962 roku powstał nowy stadion, istniejący do dziś. Od 1969 roku klub był znany Slovenský hodváb Senica. Historycznym wydarzeniem stał się awans do I. SNL (będącej wówczas drugim szczeblem rozgrywek w Czechosłowacji), gdzie Senica grała w latach 1977–1993, zajmując dwukrotnie 3. miejsce (1983, 1986). 
Po powstaniu samodzielnego państwa słowackiego drużyna grała w II i III lidze. W 2002 doszło do fuzji SH Senica i FK 06 Ress Častkov – powstał FK Senica. Od 2005 grał na czwartym i piątym szczeblu rozgrywek, który wygrał w 2009. Po sezonie doszło do przejęcia przez właściciela klubu pierwszej drużyny Interu Bratysława (który wywalczył wówczas awans do Extraligi), która przeniosła się do Senicy – po raz pierwszy drużyna z tego miasta gra w najwyższej lidze niepodległej Słowacji.

## Historyczne nazwy
- 1921 – Železná únia Senica
- 1923 – Športový klub Senica
- 1928 – AC Senica
- 1934 – FC Senica
- 1940 – ŠK Senica
- 1946 – Sokol Chemické závody (ChZ)
- 1969 – TJ/FK SH Senica (fuzja z FK 96 Ress Častkov)
- 2006 – FK Senica

## Sukcesy
- 1. liga (1993–)

wicemistrzostwo (2): 2010/2011, 2012/2013
- Puchar Słowacji (1961–)

finał (2): 2011/2012, 2014/2015

## Europejskie puchary
Legenda do wszystkich tabel:
- Q – runda eliminacyjna, 1/16, 1/8, 1/4, 1/2 – odpowiednia faza rozgrywek, Grupa – runda grupowa, 1r gr – pierwsza runda grupowa, 2r gr – druga runda grupowa, F – finał, R – runda, PO – play-off
- k. – rzuty karne, los. – losowanie, Dogr. – dogrywka, w. – zasada bramek strzelonych na wyjeździe

| Sezon   | Rozgrywki   | Runda | Przeciwnik        | Dom | Wyjazd | Ogólnie |
| ------- | ----------- | ----- | ----------------- | --- | ------ | ------- |
| 2011/12 | Liga Europy | 3Q    | Red Bull Salzburg | 0–3 | 0–1    | 0–4     |
| 2012/13 | Liga Europy | 1Q    | MTK Budapest      | 2–1 | 1–1    | 3–2     |
| 2012/13 | Liga Europy | 2Q    | APOEL FC          | 0–1 | 0–2    | 0–3     |
| 2013/14 | Liga Europy | 2Q    | Mladost Podgorica | 0–1 | 2–2    | 2–3     |

## Skład na sezon 2017/2018
| Nr | Poz. | Piłkarz                                               |
| -- | ---- | ----------------------------------------------------- |
| 2  | OB   | Erik Otrísal                                          |
| 4  | OB   | Ricardo Villarraga (wypożyczony z Atlético Huila)     |
| 5  | PO   | Jakub Krč                                             |
| 6  | PO   | Hans Nunoo Sarpei (wypożyczony z VfB Stuttgart)       |
| 7  | PO   | Zézinho                                               |
| 8  | NA   | Alan Kováč (wypożyczony z DAC Dunajská Streda)        |
| 9  | OB   | Lukáš Lupták                                          |
| 10 | NA   | Ronaldo Chacón (wypożyczony z Caracas FC)             |
| 11 | OB   | Jurij Medveděv (wypożyczony ze Slovana Bratysława)    |
| 12 | NA   | Dominik Martišiak                                     |
| 13 | PO   | Dávid Richtárech                                      |
| 14 | OB   | Joan Herrera                                          |
| 15 | PO   | Jan Suchan (wypożyczony z Viktorii Pilzno)            |
| 16 | NA   | Richard Celis (wypożyczony z Deportivo JBL del Zulia) |

| Nr | Poz. | Piłkarz                                           |
| -- | ---- | ------------------------------------------------- |
| 17 | PO   | Viktor Miklós                                     |
| 18 | BR   | Dominik Holec (wypożyczony z Žilina)              |
| 19 | NA   | Frank Castañeda (wypożyczony z Orsomarso SC)      |
| 20 | OB   | Oliver Podhorin                                   |
| 21 | OB   | Michal Ranko (wypożyczony z AS Trenčín)           |
| 22 | PO   | Blažej Vaščák                                     |
| 23 | PO   | Jakub Brašeň                                      |
| 24 | PO   | Samuel Šefčík (wypożyczony ze Slovana Bratysława) |
| 25 | OB   | Oliver Práznovský                                 |
| 26 | PO   | Peter Ďungel (wypożyczony z FK Pohronie)          |
| 27 | PO   | Lynel Kitambala                                   |
| 28 | PO   | Diego Cuadros (wypożyczony z Jaguares de Córdoba) |
| 29 | BR   | Vojtech Milošovič                                 |
| 39 | BR   | Adam Kováč                                        |